# Сунеевка
Сунеевка (баш. Сөнәй) — деревня в Благовещенском районе Республики Башкортостан Российской Федерации. Входит в состав Николаевского сельсовета.

## География

### Географическое положение
Расстояние до:
- районного центра (Благовещенск): 6 км,
- центра сельсовета (Николаевка): 11 км,
- ближайшей ж/д станции (Загородная): 27 км.

## История
Деревня находится в трех с половиной километрах к северу от Благовещенска, входит в состав Николаевского сельсовета. Появилась предположительно  в 1930-е годы. В 1936 году в Сунеевке был образован колхоз имени Ворошилова, в 1950 году деревня вошла в колхоз имени Жданова. В деревне функционировала школа. В справочнике 1952 года фигурирует как поселок Сунеевские Хутора.

## Население
| 2002 | 2009 | 2010 |
| ---- | ---- | ---- |
| 11   | ↘10  | ↗12  |

В 1959 году насчитывалось 243 человека, в 1969 - 163. Перепись населения 2010 года зафиксировала в деревне 12 постоянных жителей. Проживают в основном башкиры.
Согласно переписи 2002 года, преобладающие национальности — башкиры (46 %), русские (27 %).